# Leucania stramen
Leucania stramen là một loài bướm đêm trong họ Noctuidae.